# Alan Stern
S. Alan Stern (* 22. listopadu 1957, New Orleans, Louisiana) je americký astrofyzik a planetolog. Je vedoucí vědeckého týmu sondy New Horizons, jejímž cílem je výzkum trpasličí planety Pluto a dalších těles Kuiperova pásu.
Stern získal doktorát z planetologie a astrofyziky na CU Boulder. Následně pracoval pro NASA, ale i pro privátní sféru. Jeho výzkum se zaměřuje na tělesa Kuiperova pásu, Oortův oblak, komety, výzkum vnějších planet naší sluneční soustavy a Pluta. Zabývá se také studiem zemské mezosféry nebo Měsíční atmosféry. Podílel se na desítkách vesmírných misí a také na vývoji několika přístrojů pro tyto mise.
V roce 2007 byl časopisem Time vybrán mezi 100 nejvlivnějších lidí na světě 